# Улица Энтузиастов (Чебоксары)

Памятник Петру Хузангаю работы скульптора В. П. Нагорнова

У́лица Энтузиа́стов — улица в Юго-Западном микрорайоне города Чебоксары Чувашской Республики.

## Происхождение названия
В 1958 году улицей Энтузиастов назвали другую улицу — полукольцевую магистраль в центре города, соединяющую проспект Сталина (ныне — проспект Ленина) со строящимся заводом тракторных запчастей (ныне — Чебоксарский агрегатный завод). В августе 1962 года, в ознаменование «…беспримерного героического полёта в космос Андрияна Григорьевича Николаева», улица Энтузиастов была переименована в улицу имени Космонавта Николаева А. Г.

В 2001 году в прессе появилась идея переименовать улицу, присвоив ей имя Элли Юрьева, народного художника Чувашии. Именем художника, в итоге, названа другая улица в Московском районе Чебоксар.

## Здания и сооружения
- № 18 — ООО «ХСН» (одежда и экипировка для охотников, рыболовов и представителей силовых структур)
- № 20 — Школа № 18
- № 26 — Чувашский государственный институт культуры и искусств
- № 26 — Республиканское училище культуры
- № 36/9 — Дворец культуры «Салют»
- № 40 — Хлебозавод (ОАО «Хлеб»)
- № 42 — ФГУ «Чувашский центр стандартизации, метрологии и сертификации»

## Транспорт
- Автобус № 26, 37, 45, 46
- Троллейбус № 15, 20, 22
- Маршрутное такси № 5, 7, 47, 325

## Смежные улицы
- Гражданская улица
- Улица Эльменя
- Улица Мате Залка
- Улица Чернышевского
- Улица Олега Кошевого
- Улица Грасиса

## Фотогалерея

Вид на северо-восток (дома № 24 и 19)
Вид на юго-запад (дома № 21 и 23)
Чувашский гос. институт культуры и искусств (дом № 26)
«Башня» — самое высокое здание на улице (дом № 27)

Вид с улицы Матэ Залка (справа дом № 29)
Торговый центр «Москва» (дом № 34)
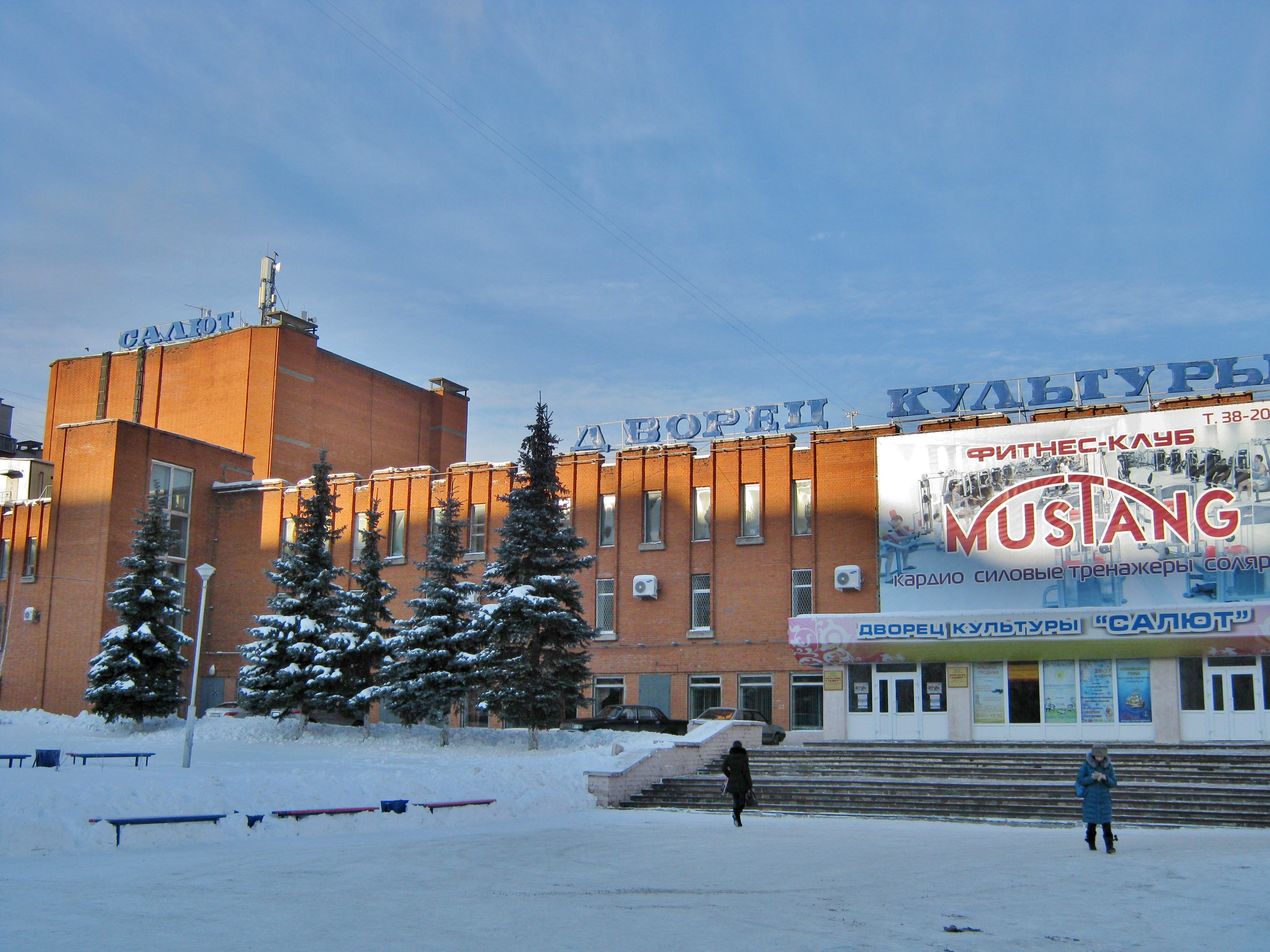
Дворец культуры «Салют» (дом № 36)
Ипотечный центр Сбербанка РФ (ул. М. Залка, дом № 11)